# Mark McGeeney
Mark McGeeney (Wyken, Coventry, 28 juni 1972) is een Engelse darter die uitkomt voor de PDC.
McGeeney won de British Open in 2015. Hij won in de finale van Scott Waites met 6-3. McGeeney deed mee aan de BDO World Darts Championship 2016. Hij behaalde de tweede ronde waarin hij verloor van Scott Mitchell met 3-4. Het volgende jaar haalde McGeeney weer de tweede ronde op de BDO World Darts Championship 2017. Nu verloor hij van Scott Waites met 2-4. In 2017 won McGeeney de Dutch Open door in de finale te winnen van Ross Montgomery met 3-1. Ook won McGeeney de German Open en de Hal Open in 2017. McGeeney won in 2018 weer de Dutch Open door in de finale met Glen Durrant met 3-1 te verslaan. Ook stond hij op de BDO World Darts Championship 2018. Nu verloor hij van Glen Durrant met 6-7 in de finale. Één jaar later stond hij op de BDO World Darts Championship 2019. Nu verloor hij van Conan Whitehead met 0-4 in de tweede ronde.
In 2019 haalde McGeeny via Q-School een tourcard voor de PDC.

## Resultaten op Wereldkampioenschappen

### BDO
- 2016: Laatste 16 (verloren van Scott Mitchell met 3-4)
- 2017: Laatste 16 (verloren van Scott Waites met 2-4)
- 2018: Runner-up (verloren van Glen Durrant met 6-7)
- 2019: Laatste 16 (verloren van Conan Whitehead met 0-4)

### WDF
- 2015: Laatste 128 (verloren van Thomas Junghans met 2-4)

### PDC
- 2020: Laatste 64 (verloren van Ricky Evans met 1-3)